# Chuyện ấy là chuyện nhỏ
Chuyện ấy là chuyện nhỏ (tựa gốc tiếng Anh: Sex and the City; tựa quảng bá: Sex and the City: The Movie) là phim điện ảnh hài lãng mạn của Mỹ năm 2008 do Michael Patrick King đạo diễn kiêm viết kịch bản trong vai trò đầu tay và là phần tiếp nối của loạt phim truyền hình hài cùng tên của HBO từ 1998-2004 (bản thân loạt phim cũng dựa trên cuốn sách cùng tên của Candace Bushnell), nói về bốn cô gái: Carrie Bradshaw (Sarah Jessica Parker), Samantha Jones (Kim Cattrall), Charlotte York Goldenblatt (Kristin Davis) và Miranda Hobbes (Cynthia Nixon), đối mặt với cuộc sống độc thân của họ tại thành phố New York. Phim khởi chiếu tại Thành phố Hồ Chí Minh vào ngày 27 tháng 6 năm 2008.
"Chuyện ấy là chuyện nhỏ" bị một số quốc gia cấm chiếu vì chứa hình ảnh nhạy cảm.